# El Salitre, Ixtapan de la Sal
El Salitre är en ort i Mexiko, tillhörande kommunen Ixtapan de la Sal i delstaten Mexiko. Orten hade 749 invånare vid folkräkningen 2010.